# Tärningen är kastad

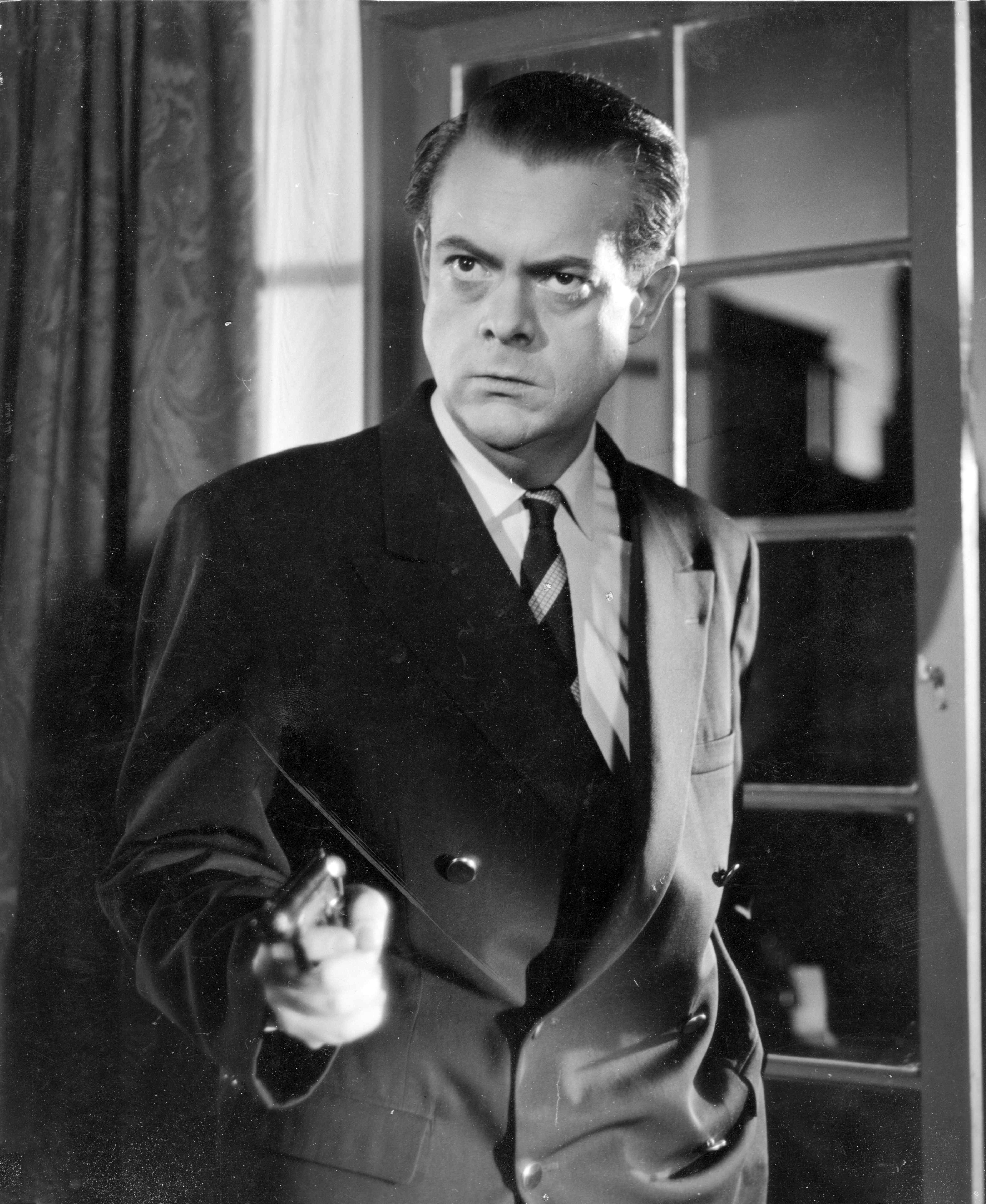
Åke Falck i rollen som Jerk Domare.

Tärningen är kastad är en svensk thrillerfilm från 1960 regisserad av Rolf Husberg.

## Handling
Jerk Domare, författare till den populära deckarserien Tärningen är kastad, är ständigt på jakt efter nya intriger och idéer. Hans nya uppslag blir hur man enkelt kan få ett mord att se ut som självmord. När man hittar ett lik i tv-studion dagen därpå kommer polisen fram till att mordmetoden är densamma som Jerk tidigare demononstrerat i studion. Misstankarna faller i första hand på Jerk, men även de övriga som medverkar i tv-serien blir utsatta för förhör och undersökningar.

## Om filmen
Filmen är inspelad i ateljé i Stockholm. Den hade premiär den 15 februari 1960 och är tillåten från 15 år. Filmen har även visats på SVT1.

## Rollista
- Åke Falck - Jerk Domare
- Anita Björk - Rebecka Striid
- Sven Lindberg - Holger Palm
- Gio Petré - Monica Sundberg
- Gunnar Sjöberg - Leonard Brett
- Sif Ruud - Elly Larsson
- Sigge Fürst - Simon Odd
- Toivo Pawlo - Hilding Björk
- Allan Edwall - Dag Serén
- Olof Thunberg - Didrik Cornelius
- Jan Malmsjö - Leif Hagman
- Marie Ahlstedt - Balettflicka
- Tilly Stephan - Kaféflicka
- Sten Ardenstam - Rockvaktmästare
- Sten Lonnert - Balettmästare

## DVD
Filmen gavs ut på DVD 2011 och 2016.